# Stranići kod Nove Vasi
Stranići kod Nove Vasi – wieś w Chorwacji, w żupanii istryjskiej, w mieście Poreč. W 2011 roku liczyła 177 mieszkańców.